# Alte Kirche Altstetten (Zürich)

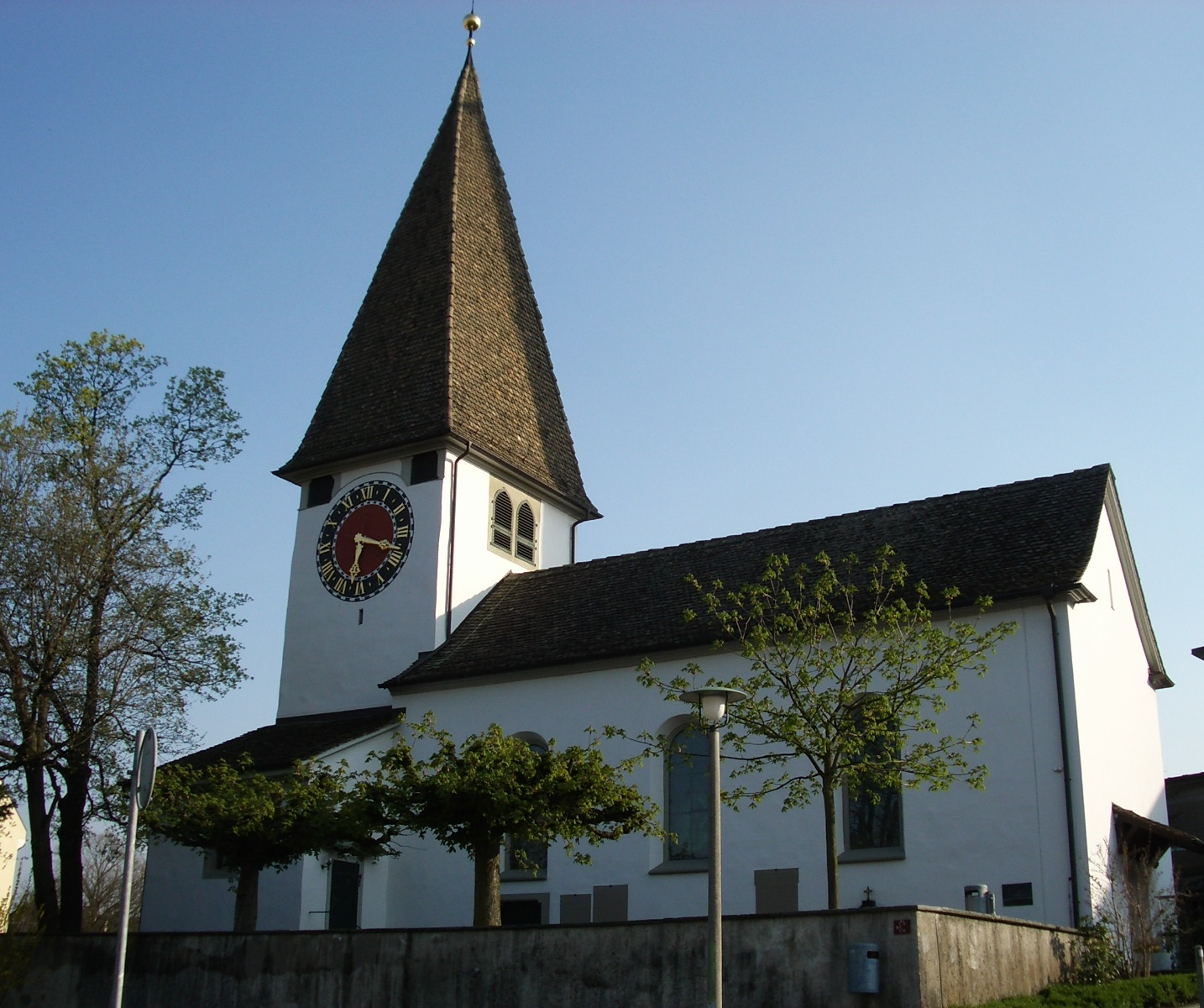
Alte Kirche Altstetten

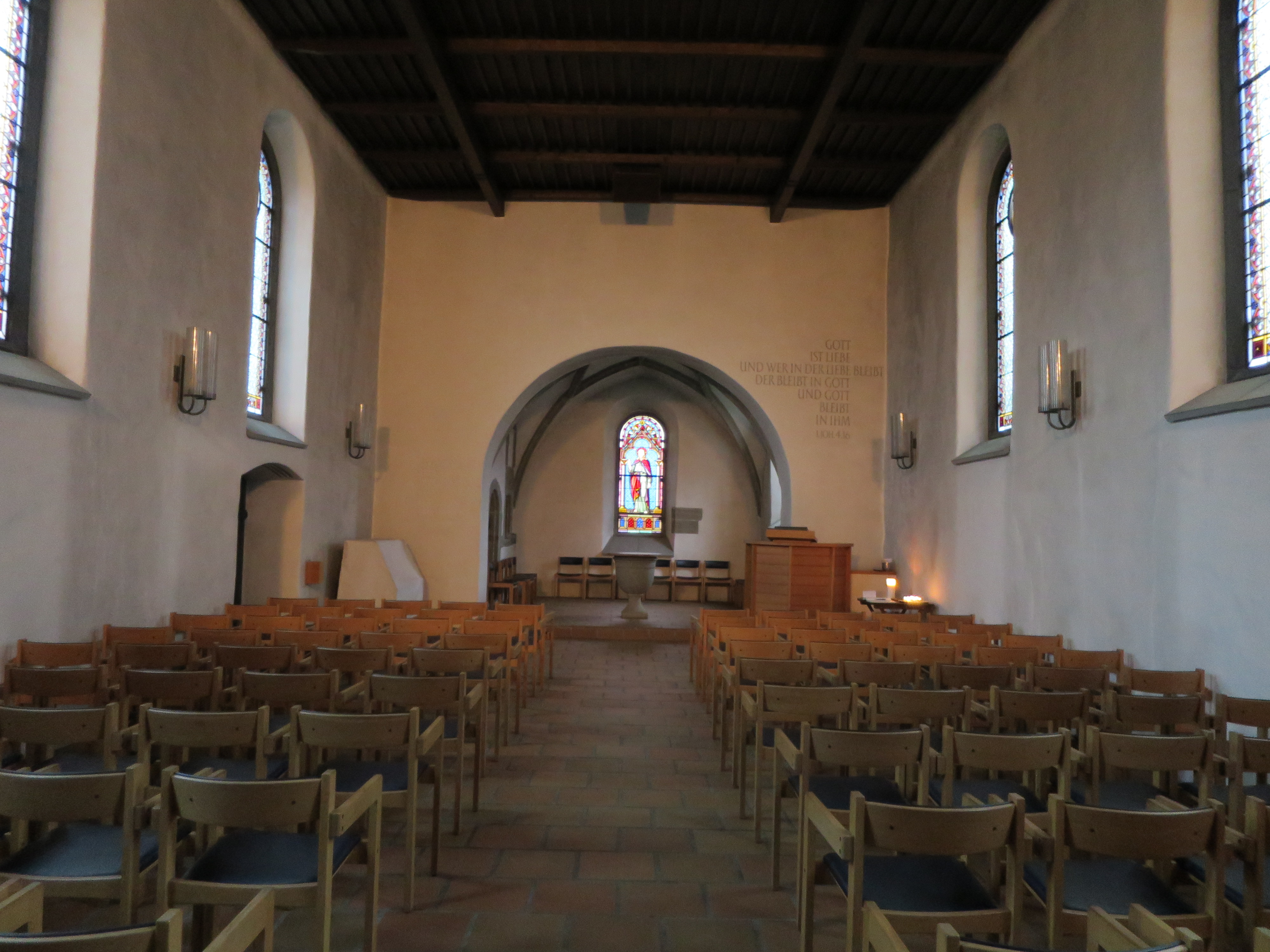
Innenansicht

Die Alte Kirche Altstetten ist eine Kirche in der Stadt Zürich. Das Gebäude einer evangelisch-reformierten Gemeinde steht im Zentrum des gleichnamigen Quartiers an der Pfarrhausstrasse 17. Neben der Kirche wurde ab 1939 die Neue Kirche Altstetten errichtet.

## Geschichte
Die Alte Kirche Altstetten war im Mittelalter eine Wallfahrtskapelle Unserer lieben Frau, welche eine Filialkapelle von St. Peter (Zürich) war. Diese Kapelle wurde 1266 erstmals urkundlich erwähnt. Das Kirchenpatronat dieser Kapelle kam zusammen mit der Mutterpfarrei St. Peter 1345 an den Bürgermeister Rudolf Brun, nach seinem Tod 1360 ans Spital in Zürich. Die Kapelle hatte seit 1418 einen eigenen Kaplan und war ein beliebter Wallfahrtsort, zu dem die Stadt Zürich jährlich fünf Prozessionen hielt und zu dem Birmenstorf AG am Tag nach Christi Himmelfahrt pilgerte. 1517 stellte Kardinal Matthäus Schiner auf Bitten des Leutpriesters am Grossmünster, Erhard Blattmann, des Vorgängers von Zwingli, einen Ablassbrief aus für Teilnehmer an den Wallfahrten und am Totengedächtnis der Wohltäter in der Kapelle in Altstetten.
Archäologische Untersuchungen belegen, dass die Alte Kirche Altstetten auf eine frühromanische Kirche aus dem 11. Jahrhundert zurückgeht. Als deren Nachfolgerin wurde die heutige Kirche um das Jahr 1303 als Dorf- und Wallfahrtskirche erbaut. Im Jahr 1418 erfolgte der Neubau von Schiff und Sakristei und im Jahr 1485 wurde das Sternengewölbe im Chor eingebaut. In den Jahren 1761 und 1842 erfolgten Umbauten bzw. die Verlängerung des Langhauses. Diese Verlängerung wurde in den Jahren 1938–1941 wieder zurückgebaut. Im Jahr 1941 wurde der Friedhof bei der Kirche aufgehoben. Bei der Renovation in den Jahren 1974–1975 wurde beim Turmaufgang ein Pfarrzimmer eingebaut.

## Baubeschreibung
Zusammen mit der Neuen Kirche Altstetten bildet die Alte Kirche samt dem Kirchgemeinde- und dem Pfarrhaus ein Ensemble inmitten des Quartierzentrums unweit des Lindenplatzes. Im Norden und Osten der Kirche ist die alte Friedhofsmauer erkennbar. Die Alte Kirche Altstetten ist eine Saalkirche mit Chorturm. Der Chor ist weniger breit und weniger hoch als das Langhaus. Von der mittelalterlichen Ausstattung der Kirche ist bis auf das Sternengewölbe im Chor nichts erhalten geblieben. Der Taufstein und die Glasfenster stammen aus den Jahren 1885–1888. An der Nordseite der alten reformierten Kirche ist eine Bronzetafel mit folgendem Text angebracht: In den Jahren 1938–1941, mitten in harter Kriegszeit, wurde diese Kirche gänzlich renoviert und eine neue daneben gebaut. Die Ausgrabungen ergaben Überreste einer römischen Villa Rustica und die Grundmauern von zwei romanischen Kirchen aus dem 11. und 13. Jahrhundert. Die Zeit vergeht, das Gotteswort bleibt in Ewigkeit. Am 30. November 1941. Die Kirchenpflege.

### Orgel
Im Jahr 1918 wurde eine pneumatische Membranladenorgel durch Carl Theodor Kuhn, Männedorf in der Kirche aufgestellt. Es handelte sich um ein Instrument mit zwölf Registern auf zwei Manualen und Pedal. Diese Orgel wurde 1958 durch die heutige ersetzt, ein Instrument der Firma Metzler Orgelbau, Dietikon mit 13 Registern auf zwei Manualen und Pedal. 1971 wurde diese durch die Erbauerfirma revidiert.
| I Hauptwerk C–g3 |    |
| Principal        | 8′ |
| Spillflöte       | 8′ |
| Flöte            | 4′ |
| Octave           | 2′ |
| Mixtur           | 2′ |

| II Schwellwerk C–g3 |       |
| Gedackt             | 8′    |
| Principal           | 4′    |
| Rohrflöte           | 4′    |
| Sesquialter II      | 2 ⁄3′ |
| Waldflöte           | 2′    |
| Larigot             | 1 ⁄3′ |

| Pedal C–f1 |     |
| Subbass    | 16′ |
| Choralbass | 4′  |

- Koppeln: II/I, I/P, II/P

### Glocken
Die Alte Kirche Altstetten besitzt ein mehrstimmiges Geläut unterschiedlichen Alters. Die Elfuhrglocke trägt die Inschrift: O rex glorie christe nobis cum pace – anno domini MCCCCIC sowie vier kleine Reliefs: Maria mit dem Jesuskind, Christus mit dem Reichsapfel sowie die Hll. Felix und Regula. Die Betzeitglocke wurde 1793 neu- oder umgegossen. Ihre Inschrift lautet: Johannes Fuesslin goss mich in Zurich anno 1793. Ferner: Am Morgen früh und abend spät / erman ich alle zum Gebett. / Zum Gottes Dienst und Kirchen Gesang / Berufe ich durch meinen Klang. / Des Feuers Gefahr eben so wohl, / Zu Hilf man als dan eilen soll. Die zwei kleinen Glocken wurden 1831 umgegossen. Sie tragen die Jahreszahl 1831, ferner Symbole des bäuerlichen Lebens.
Im Turm hängt der dreistimmiges Geläut:

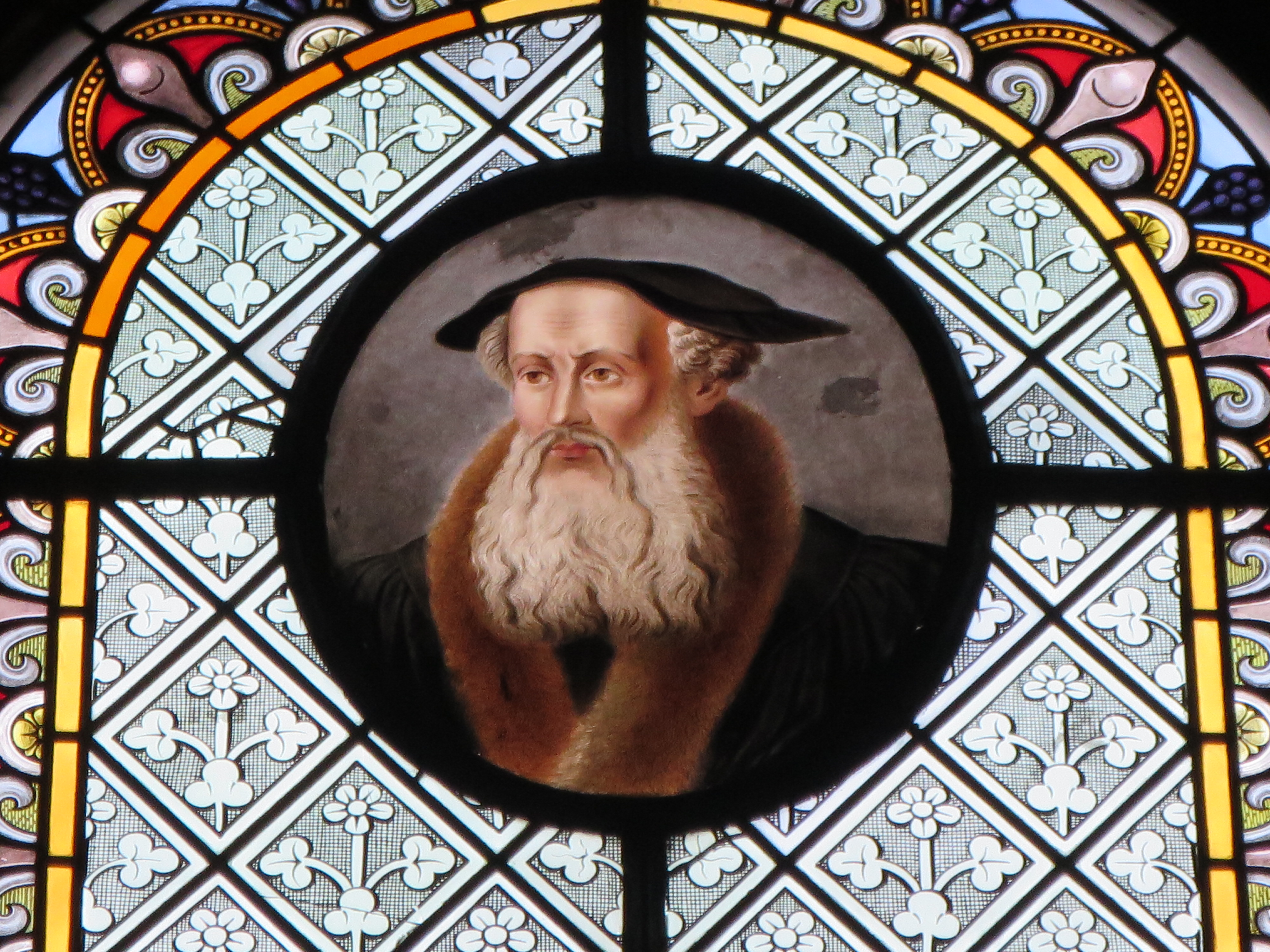
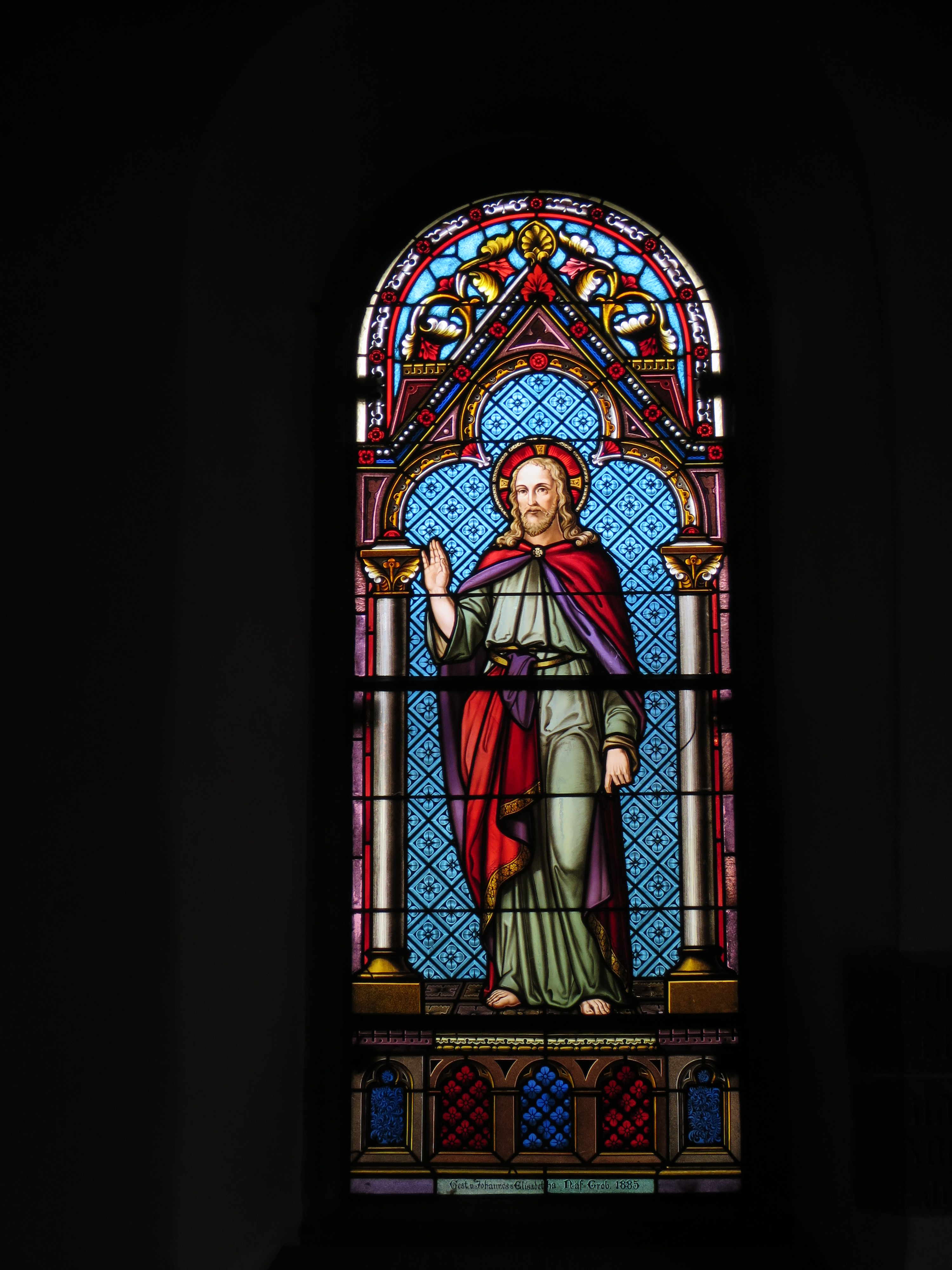
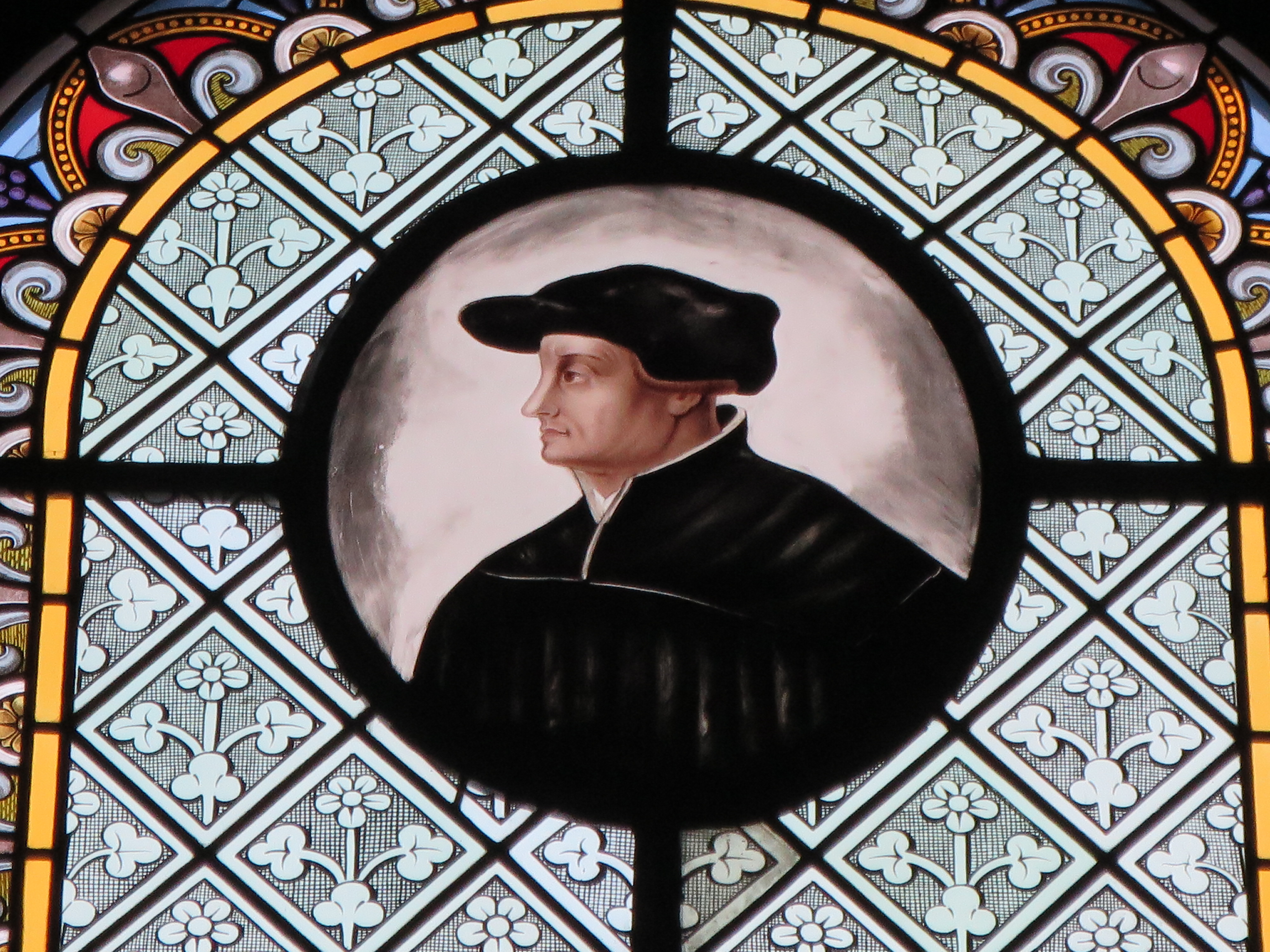

| Glocke | Schlagton | Giesser                            | Gussjahr | Name/Widmung  |
| ------ | --------- | ---------------------------------- | -------- | ------------- |
| 1      | fis'      | Hans Füssli I, Zürich              | 1499     | Elfuhrglocke  |
| 2      | a'        | Johannes Füssli III, Zürich        | 1793     | Betzeitglocke |
| 3      | h'        | Jakob Keller I, Zürich-Unterstrass | 1831     |               |